# El (jednotka)
El, v nizozemštině Ell, je jedna ze starých nizozemských délkových jednotek. Délkou řádově odpovídá českému loktu (59,3 cm). 

## Soustava starých délkových jednotek
Dalšími tehdejšími délkovými jednotkami byly mijl (míle), roede, voet (stopa), palm a duim. V letech 1816–1869 byl výraz El v Nizozemsku užíván jako alternativní název pro metr.

## Hodnota
Jeden ell představoval délku paže. V jednotlivých městech a provinciích se hodnota lišila:
- Haag (standardní ell) – 1 el= 69,425 cm
- Amsterodam – 1 el= 68,78 cm
- Brabant – 1 el= 69,2 cm nebo 16 taille
- Delft – 1 el= 68,2 cm
- Goes – 1 el= 69 cm
- Twente – 1 el= 58,7 cm